# Five (együttes)
A Five (másként: 5ive) egy angol fiúegyüttes.
A csapat tagjai voltak Scott Robinson, Ritchie Neville, J Brown, Abs Breen és Sean Conlon. 1997-ben írtak alá egy szerződést azzal a Simon Cowellel, aki egykoron összehozta a Spice Girls-t is. A zenekar nagy sikereket ért el az Egyesült Királyságban, úgy mint a legtöbb európai országban is. Ismerték a nevüket Ázsiában, Ausztráliában, Brazíliában, az Egyesült Államokban és Oroszországban is. 2001. szeptember 27-én élő műsorban jelentették be a feloszlásukat, több mint 15 millió eladott lemez és 11 toplistás dal után. 2006-ban az eredeti öt tagból négyen megpróbálták újraéleszteni a csapatot egy új menedzserrel, Richard Beck-kel. Hét hónappal később az egyik hivatalos oldalukon közölték indokaikat, amiért ismét feloszlott a csapat.

## Története

### Kezdetek, a Five (5ive) bemutatkozása
Bob és Chris Herbert, apa és fiú viszonyban lévő két férfi, egy olyan zenekart akartak alapítani, ami a fiúcsapatokat visszavinné a Take That sikeres napjaira. Ketten megalapították a 5ive-ot, azzal a céllal, hogy a mókás és a jó pop között állapodjon meg a stílusuk. Elmondásuk szerint, nem akartak egy olyan együttest, aminek hihetetlenül egyszerű képe van. Céljuk az volt, hogy egy igazi csapatot hozzanak össze, s mivel a Spice Girls kapcsán már volt tapasztalatuk, nem jelentett gondot, hogy újra megcsinálják. Így összeraktak öt srácot, akik nem akartak egyéni karriert, csupán bandatagok lenni és énekelni. 1997-ben az egyik brit napilapban jelent meg a hirdetés, miszerint fiatal énekeseknek tartanak meghallgatást. Végül 3000 jelentkező közül választották ki azt a 14 embert, akiket esélyesnek tartottak. Végül kiválasztották közülük is a legjobbakat.
1997 novemberében a csapat kiadta első kislemezét az Egyesült Királyságban Slam dunk da funk címmel, amely rögtön a 10. helyen nyitott a slágerlistákon. Ellentétben az Egyesült Államokkal, ahol ez a dal nem lett akkora siker. A csapat az 1998-ban megjelent When The Lights Go Out slágerükkel viszont már bekerült az amerikai top 10-be és sikeres lett vele egész Európában.
1998-ban egy nyolc napos fellépés sorozatra mentek az Egyesült Államokba az Ír B*Witched lány zenekarral, hogy népszerűsítsék a nemsokára megjelenő albumukat. Felléptek az MTV TRL műsorában, a Times Square-en és a Disney csatornán is. 1998 végén megjelent a zenekar bemutatkozó albuma és a következő kislemeze Amerikában It's The Things You Do címmel, amely nagy siker lett Európában, viszont Amerikában ismét kevesebb elismerést kapott. Turnézni indultak az ’N Sync-el, de kimerültségre hivatkozva hamar visszatértek a szigetországba és elkezdtek dolgozni az új lemezükön. 1998-ban még két sláger jelent meg a bemutatkozó albumukról a Got The Feelin és az Everybody Get Up, amelyek szintén szép sikereket értek el világszerte. A Five népszerűségét az uptempo zenei stílusnak köszönhette, amelyet több fiúcsapat is követett, ellentétben az akkor ismert Take That, Boyzone és 98 Degrees fiúcsapatok, akik előnyben részesítették a romantikusabb balladákat.

### Invincible: az új évezred
1999-ben megjelent az első kislemez If Ya Gettin' Down a második nagylemezükről (Invincible), amely igencsak alul maradt az elvárásoknak. 1999 októberében három egymást követő daluk is (Keep on Movin, Don't Wanna Let You Go, We Will Rock You) nagy siker lett világszerte. A Keep on Movin büszkélkedhet a legnagyobb példányszámban eladott kislemezzel a mai napig.
2000 elején felléptek a BRIT Awards-on a Queen közreműködésével és előadták a We Will Rock You-t. Azon az estén megkapták a Legjobb Pop előadóknak járó díjat. Ebben az évben világ körüli turnéra indultak, ám Ritchienek vissza kellett térni a szigetországba, mert bárányhimlős lett. Miután vége lett a turnénak folytatták a fellépéseket az Egyesült Királyságban és elsőként a Party in the Park elnevezésű rendezvényen vettek részt a Queen társaságában. Közben újra kiadták az Invincible albumot meg remixelve pár számot és hozzáadva egy bónusz dalt a Don't Fight It Baby-t.
2000 decemberében elkezdték a második turnét a hazájukban, majd 2001 januárjában felléptek a világ egyik legnagyobb fesztiválján a Rock in Rio-n Rio de Janeiro-ban, közel félmillió ember előtt.

### Kingsize: egy korszak vége
2001 májusában több hónapnyi munka után megjelent a Five harmadik nagylemeze Kingsize címmel. Mikor a csapat elkezdte forgatni az első kislemezhez (Let's Dance) a videóklipet, Sean hirtelen megbetegedett. A videóban, hogy megcáfolják a pletykákat, miszerint Sean igazából kilépett a csapatból, egy életnagyságú kartonbabával helyettesítették. Ritchie egy későbbi interjúban elmondta, hogy a csapat nem volt tudatában annak, hogy Sean elhagyta a zenekart, mert a vezetőség félt, hogy a hír rossz hatással lenne rájuk.
2001-ben Scott ideiglenesen kilépett az együttesből, mert gyermekkori barátnőjének, Kerry Oaker-nek gondok voltak a terhességével és öt héttel korábban hozta világra első fiúkat, Brennan Rhyst. Eközben J, Ritchie és Abz országszerte promotálták a Let's Dance kislemezüket.
2001. szeptember 27-én a csapat megjelent az MTV Select műsorában és bejelentették a csapat feloszlását. Egy nappal később Scott feleségül vette barátnőjét Kerry Oaker-t, a rendezvényen a csapat összes tagja tiszteletét tette.
2001 novemberében megjelent a Closer to Me videó egy fellépésükről, majd egy animációs videó is készült a Rock the Party dalukhoz. Ugyanebben az évben még megjelent a Greatest Hits albumuk is.

### Élet a Five után
2001 novemberében Abs fellépett az Ausztrál Rumba! elnevezésű pop fesztiválon. Egy rövid, de sikeres korszakban megjelent az Abstract Theory nagylemeze 2003-ban, amelyről három kislemez is Top 10-es lett az Egyesült Királyságban.
Ritchie és Sean is igyekezett kiépíteni a szólókarrierjüket, s közben televíziós szerepléseket is vállaltak. Ritchie 2007-ben szerepelt az angol Sky One televízió show-jában a Cirque de Celebrité-ben. A műsor után 2008 októberében feleségül vette Emily Scott ausztrál modellt. Miután Ausztráliába költöztek, négy hónapnyi együttélés után Ritchie-t letartóztatták bántalmazásért, majd az ügy lezárása után elváltlak.
Scott Robinson csatlakozott 2002-ben barátja, Chris Brooks helyi (Essex) rádiójához, az EssexFM-hez néhány hónapig, mint rádiós DJ. 2004 és 2005 között főszerepet játszott a Boogie Nights 2 c. musical-ben. 2006-ban megszületett második fia, Kavan Reeve.
Jay teljesen eltűnt a nyilvánosság elől, de mint író és producer közreműködik zenekaroknál. 2007-ben szerepelt a Celeb vagyok, ments ki innen! angol valóság-show-ban.

### 2006-2007: Sikertelen visszatérés
2006. szeptember 17-én egy hivatalos sajtóközleményt adtak ki a Myspace oldalukon, ahol bejelentették, hogy sajtótájékoztatót tartanak a Londoni The Scala helyszínen, amelyet végül szeptember 27-én tartottak a Bar Academy Islington-ban. A sajtótájékoztatón elmondták, hogy a svéd Guy Chambers-el dolgoznak a negyedik albumon és a tervek szerint 2007-ben turnéra indultak volna. 2007. május 17-én azonban egy hivatalos közleményben bejelentették, hogy újra feloszlik a csapat, mert nem kaptak elég jövedelmező lemezszerződést és Jay egyik nyilatkozatából azt is tudni, hogy a lemezkiadók szerették volna, ha a korábbi albumokkal indultak volna turnézni, amelyet a fiúk nem vállaltak. Scott azt is elmondta, hogy azért nem vállalták, mert akkor még egy irányított csapat voltak és most szerették volna egy új oldalukról megmutatni magukat.

### 2008-2011: Jelenleg
Miután a zenekar újra feloszlott, Jay szerepelt az egyik kedvelt angol televíziós műsorban az Ant & Dec's Saturday Night Takeaway-ben. Ugyanebben az évben egy rövid riport erejéig feltűnt a Generation Sex műsorban is. 2009-ben az angol The Weakest Link vetélkedő felvételén is részt vett, amely csak 2010-ben került adásba. A műsorban a rajongók örömére egy rövid dalt is előadott.
Abz 2008-ban megváltoztatta a nevét Abz Love-ra. Ugyanebben az évben szerepelt a Celebrity Scissorhands c. műsorban egykori csapattársával, Scottal.
2011-ben hivatalos Facebook oldalán bejelentette, hogy mostantól Lovedup Gang néven fog szerepelni.
2011-ben Five: The Greatest Hits turné elnevezéssel Írországban és Angliában indultak klubokban turnézni régi dalaikkal, szintén Scott-al.
2011-ben megjelent Ritchie új zenekarának, a Pavilonnak a debütáló dala a Dirty Fingers, amelyet az ausztrál Sven Tydeman-nel alapított, akivel közreműködik a KittyGroove produkciós cégnél.

## Diszkográfia
- 5ive (1998)
- Invincible (1999)
- Kingsize (2001)
- Greatest Hits (2001)

## Filmográfia
- B*Witched and 5ive in Concert (VIDEO) (1999)
- Five Inside (VHS) (1999)
- Five Live (Zenei DVD) (2001)

## Turnék
- Invincible Turné (Február – Május 2000)

## Díjak
BRIT Awards
- Best Pop Act – 2000 (Legjobb Pop előadó)

MTV Europe Music Awards
- The MTV Select Award – 1998

Silver Clef Awards
- Best Newcomer – 2000 (Legjobb Új előadó)

Smash Hits Poll Winners Party
- Best New Act – 1997 (Legjobb Új előadó)
- Best Haircut (Scott) – 1997, 1998, 1999 (Legjobb haj)
- Best British Band – 1998, 1999, 2000 (Legjobb Brit banda)
- Best Album – 1998 (Legjobb album)
- Best Cover – 1998 (Legjobb borító)

TMF Awards (Holland)
- Best Single – 2000 (Legjobb kislemez)
- Best Album – 2000 (Legjobb album)
- Best International Group – 2000 (Legjobb nemzetközi csapat)

TV Hits Awards
- Best New Band – 1999 (Legjobb Új csapat)
- Best Single (We Will Rock You (Queen feldolgozás)) – 2000 (Legjobb kislemez)